# 堀直明
堀 直明（ほり なおあきら）は、江戸時代末期の大名。信濃須坂藩の第14代（最後）の藩主。信濃須坂堀家14代。

## 生涯
天保10年（1839年）9月3日、第11代藩主・堀直格の六男として江戸で生まれる。母は側室で、先々代直武や先代直虎は異母兄にあたる。慶応4年（1868年）1月に直虎が江戸城内で自害し、同年5月24日に養子として跡を継いだ。直明は直虎とは180度方針を転換して、戊辰戦争では早々に新政府側に与して宇都宮、北越、会津に出兵し、信濃の諸藩では突出した数の藩士を送り込んだ。この功績を評価され、新政府から賞典禄として5000石を下賜された。明治2年（1869年）6月の版籍奉還で知藩事となり、明治4年（1871年）7月の廃藩置県で免官となる。
明治10年（1877年）2月13日、元来の姓であった奥田姓に復姓する（須坂藩の祖である堀直政は、もと奥田氏であった）。明治17年（1884年）7月8日に子爵となる。明治18年（1885年）9月18日に東京で死去した。享年48。

## 家族
父母
- 堀直格（実父）
- 松齢院、千歳、内田氏 ー 側室（実母）
- 堀直虎（養父）

妻
- 山名喬子 ー 山名義問の娘

子女
- 奥田直恭、生母は喬子（正妻）
- 奥田直常（次男）
- 奥田徳子 ー 井上勝秀夫人